# Pol Llonch
Pol Llonch Puyaltó (Barcelona, 7 oktober 1992) is een Spaans profvoetballer die als middenvelder voor Helmond Sport speelt.

## Carrière
Llonch speelde in de jeugd van CE Europa en CE L'Hospitalet. Bij L'Hospitalet speelde hij drie seizoenen, voordat hij in 2014 de overstap maakte naar het tweede elftal van RCD Espanyol. Dat liet hem in augustus 2015 transfervrij vertrekken naar Girona FC. Nadat hij van januari 2017 tot juli 2018 vervolgens onder contract stond bij Wisła Kraków, tekende hij in mei 2018 een contract voor drie seizoenen bij Willem II. Na de degradatie uit de Eredivisie werd medio 2023 zijn contract ontbonden. Hij vervolgde zijn loopbaan bij SD Ponferradina.
Na een periode in Spanje bij SD Ponferradina en CF Intercity keerde Llonch in juli 2025 terug op de Nederlandse velden. Hij tekende een contract voor twee seizoenen bij Helmond Sport.